# 萧悎
桂陽蕃王萧悎（513年—549年），字元貞，南朝梁宗室，桂阳简王蕭融嗣孫，桂阳敦王蕭象長子，母亲是王妃张宝和。
梁武帝大同二年（536年），桂陽嗣王蕭象去世，萧悎服闕後襲封桂陽蕃王，後官至信州刺史，有威惠。太清二年（548年），侯景之亂爆發，萧悎率軍赴援臺城，遇敕返回信州。太清三年（549年），張纘寫文書報告當時前往湘州徵兵的使持節、都督荊雍湘司郢寧梁南北秦九州諸軍事、鎮西將軍、荊州刺史、湘東王蕭繹：「河東、桂陽二蕃，掎角欲襲江陵。」蕭繹聞訊后，水步兼行趕回江陵，召見萧悎，將其軟禁。萧悎起初因为萧绎好言抚慰而心安，后来心知大禍來臨，大肆辱罵蕭繹，於是被其下獄處死。
另有记载称張纘书信未及萧悎，是江陵游军主朱荣称萧悎同谋。《中国国家博物馆馆刊》2024年第5期计小豪《梁桂阳王萧融墓志考证——兼以桂阳王妃亲族信息证史》指張纘为萧悎亲舅，并无过节，没有理由陷害自己的亲外甥，所谓张缵陷害是误载。

## 资料来源
- 《南史·梁宗室列傳上》
- 《梁桂阳国太妃墓誌铭》